# Dunstano
Dunstano (em latim: Dunstanus Cantuariensis) foi  abade de Glastonbury,  bispo de Worcester, bispo de Londres e arcebispo de Cantuária. Foi canonizado e é venerado como santo. Foi o responsável por restaurar a vida monástica na Inglaterra e por reformar a Igreja inglesa. Seu biógrafo do século XI, Osberno de Cantuária, ele próprio um artista e escritor, afirma que Dunstano era habilidoso "em pinturas e em formar letras", o que era comum entre os membros mais seniores do clero de sua época.
Dunstano serviu como um importante ministro de estado para diversos reis ingleses. Foi também o santo mais popular na Inglaterra por quase dois séculos, principalmente por causa das histórias sobre sua grandeza, especialmente as que contam sobre sua famosa astúcia em derrotar o diabo.

## Primeiros anos (909–43)

### Nascimento
Dunstano nasceu em Baltonsborough, Somerset, filho de Heorstan, um nobre de Wessex que era irmão dos bispos de Wells e Winchester. Sua mãe, Cinetrida (Cynethryth), é descrita apenas como sendo uma mulher piedosa. A "Vida de Dunstan", de Osberno, conta que um mensageiro teria milagrosamente contado a ela sobre a criança santificada que ela daria à luz:
| “ | Ela estava na igreja de Santa Maria no dia das velas quando todas as luzes se apagaram repentinamente. Então, a vela que Cinetrida segurava subitamente se reacendeu e todos os presentes acenderam suas velas nessa chama milagrosa, prenunciando que o garoto "seria o ministro da luz eterna" para a Igreja da Inglaterra | ” |
|   | — Vida de Dunstan, Osberno de Cantuária. |   |

O autor anônimo da mais antiga hagiografia de Dustan data o nascimento dele durante o reinado de Etelstano (Athelstane). Já Osberno fixou-o no "primeiro ano do reinado do rei Etelstano" (924 ou 925). Esta data, porém, não se reconcilia com outras datas da vida de Dunstano e cria muitos anacronismos óbvios. Por isso, historiadores assumem que Dunstano nasceu por volta de 910 ou antes.

### Da escola para a corte real
Ainda garoto, Dunstano estudou com os monges irlandeses que na época ocupavam as ruínas da Abadia de Glastonbury. Relatos dão conta de seu otimismo juvenil e de sua visão de que a abadia deveria ser reconstruída. Nesta época, foi acometido de uma grave enfermidade que quase o matou e que, segundo os relatos, só foi curada por uma aparente intervenção milagrosa. Ainda bem jovem, era reconhecido por sua dedicação aos estudos e por sua maestria nas diversas artes manuais. Com o consentimento de seus pais, foi tonsurado, recebeu as ordens menores e serviu na antiga igreja de Santa Maria. Tornou-se tão conhecido por seu gosto pelos estudos que diz-se que foi convocado pelo seu tio, Etelmo, o arcebispo de Cantuária, para trabalhar com ele. Dunstano foi depois nomeado para a corte do rei Etelstano.
Dunstano logo tornou-se um favorito do rei e era invejado por outros membros da corte. Um complô foi armado para fazê-lo cair em desgraça e Dunstano foi acusado de se envolver com bruxaria e magia negra. O rei ordenou que ele deixasse a corte e, quando estava partindo, seu inimigos o atacaram. Dunstano foi brutalmente agredido, amarrado e atirado numa fossa. Ele conseguiu rastejar para fora dali e seguiu para a casa de um amigo. De lá, viajou para Winchester e passou a trabalhar com seu tio, Alfege, o Calvo (Ælfheah ou Alphege), bispo de Winchester.
O bispo tentou convencê-lo a tornar-se um monge, mas Dunstano tinha dúvidas se tinha vocação para uma vida celibatária. A resposta veio na forma de um ataque de tumores inchados que cobriram todo seu corpo. A aflição foi tão severa que se pensava tratar-se da temida lepra. É mais provável, porém, que tenha sido uma forma de envenenamento sanguíneo resultante de ter sido atirado numa fossa depois de ter apanhado. Seja como for, Dunstano mudou de ideia. Foi ordenado em 943 na presença de Alfege e voltou a viver como eremita em Glastonbury. Nas paredes da antiga igreja de Santa Maria, construiu uma pequena cela de 1,5 x 0,75 metros e foi ali que passou a viver, estudar e trabalhar, tocando sua harpa de vez em quando. Foi nesta época, de acordo com uma lenda do final do século XI, que o diabo teria tentado Dunstano que o teria segurado pelo rosto com uma pinça de ferreiro.

## Monge, abade e bispo (943–60)

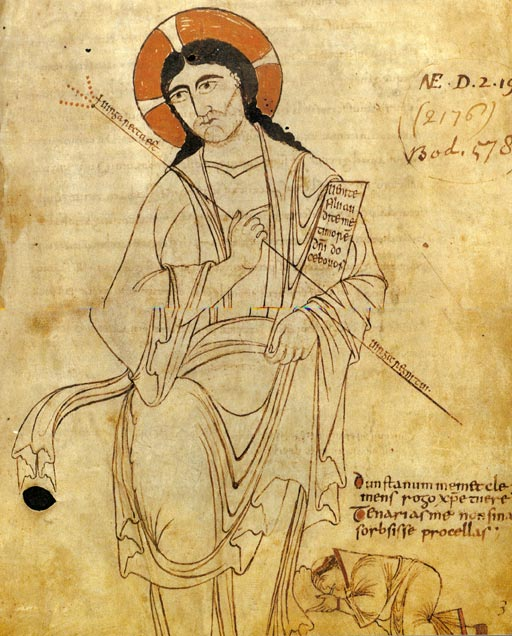
Iluminura de um monge, provavelmente Dunstano, rezando aos pés de Cristo.

### Vida como monge
Dunstano trabalhou como ourives de prata e no scriptorium na Abadia de Glastonbury. Acredita-se que foi ele o artista que desenhou a conhecida imagem de Cristo com um pequeno monge ajoelhado aos seus pés (vide imagem) no "Glastonbury Classbook", "um dos primeiros de uma série de desenhos que tornar-se-iam uma característica especial da arte anglo-saxônica de seu período". Dunstano ganhou fama também como músico, iluminador de manuscritos e metalúrgico. Dunstano tornou-se conselheiro de Etelfledo (Æthelflaed), sobrinha de Etelstano, e quando ela morreu, deixou-lhe uma considerável fortuna, que ele utilizou depois para encorajar um reavivamento monástico na Inglaterra. Na mesma época, Heorstano, seu pai, morreu e deixou também para Dunstano sua fortuna, que tornou-se uma pessoa de considerável influência. Com a morte de Etelstano em 940, o novo rei, Edmundo, convocou-o para sua corte em Cheddar e nomeou-o ministro de estado.
Novamente, o favorecimento real provocou inveja entre os cortesões e novamente os inimigos de Dunstano tiveram sucesso em seus complôs. O rei estava pronto para expulsar Dunstano. Na ocasião, estavam em Cheddar enviados de um tal "Reino Oriental" — provavelmente a Ânglia Oriental — e Dunstano implorou para que eles o levassem junto quando voltassem para casa. Eles concordaram, mas a fuga jamais se realizou. Conta a história:
| “ | ...o rei partiu para caçar um veado na Floresta de Mendip. Ele se separou de seus atendentes e seguiu o veado em grande velocidade na direção dos penhascos de Cheddar. O veado pulou cegamente no precipício e foi seguido pelos cães. Edmundo tentou em vão parar seu cavalo; então, percebendo que a morte era iminente, lembrou-se do tratamento duro que dispendeu a São Dunstano e prometeu se desculpar se sua vida fosse poupada. Naquele exato momento, seu cavalo parou na beirada do precipício. Agradecendo a Deus, retornou depois para seu palácio, chamou São Dunstano, pediu-lhe que o seguisse e foram direto para Glastonbury. Entrando na igreja, o rei primeiro ajoelhou-se em oração perante o altar e então, tomando São Dunstano pela mão, deu-lhe um beijo de paz, levou ao trono abacial e, com ele sentado ali, prometeu ajudá-lo em tudo na restauração do serviço divino e da observância regular | ” |
|   | — "Vida de São Dunstano", Osberno de Cantuária. |   |

### Abade de Glastonbury
Dunstano, o novo abade de Glastonbury, começou a trabalhar imediatamente na reforma, com o objetivo primeiro de recriar a vida monástica e reconstruir a abadia. Ele começou estabelecendo a Regra de São Bento na abadia, o que tornou-se a base de sua restauração de acordo com o autor de "Fundação dos Mosteiros por Edgar" (escrita na década de 960 ou 970) e, também com primeiro biógrafo anônimo de Dunstano (conhecido como "B."), que havia sido membro da comunidade na abadia. Os relatos dos dois também estão em acordo com a natureza de seus primeiros atos como abade, com a importância de suas primeiras construções e com a inclinação beneditina de seus mais proeminentes discípulos. Seja como for, nem todos os membros da comunidade de Dunstano em Glastonbury eram monges beneditinos. Na verdade, o primeiro biógrafo de Dunstano, era um clérigo que depois se juntou a uma comunidade de cônegos em Liège depois de deixar a abadia.
A primeira preocupação de Dunstano foi reconstruir a Igreja de São Pedro e o claustro para re-estabelecer o isolamento monástico. Os afazeres seculares da nova casa ficaram a cargo de seu irmão, Vulfrico, "para que nem ele e nem nenhum dos monges professos precisassem sair do isolamento". A escola para a juventude local foi fundada e logo tornou-se a mais famosa de sua época em toda a Inglaterra.
Em menos de dois anos da nomeação de Dunstano, em 946, Edmundo foi assassinado e foi sucedido por Edredo. A política de unificação e reconciliação com a metade dana do reino, do novo governo foi apoiada pela rainha mãe, Edgiva de Kent (Eadgifu), pelo arcebispo de Cantuária, Oda e pelos nobres da Ânglia Oriental, liderados pelo poderoso ealdormano Etelstano, o Meio-Rei e tinha por objetivo fortalecer a autoridade do rei. Em assuntos eclesiásticos, ela favoreceu a disseminação da observância católica, a reconstrução das igrejas, as reformas morais do clero e dos legiso e acelerou o fim da religião dos danos na Inglaterra. Contra as reformas estavam os nobres de Wessex, incluindo a maior parte dos parentes de Dunstano, interessados em manter os costumes vigentes. Por nove anos, a influência de Dunstano foi dominante e, neste período, ele recusou por duas vezes o cargo de bispo (de Winchester em 951 e de Crediton em 953), afirmando que seu lugar era ao lado do rei enquanto ele estivesse vivo e precisasse dele.

### Mudança de planos

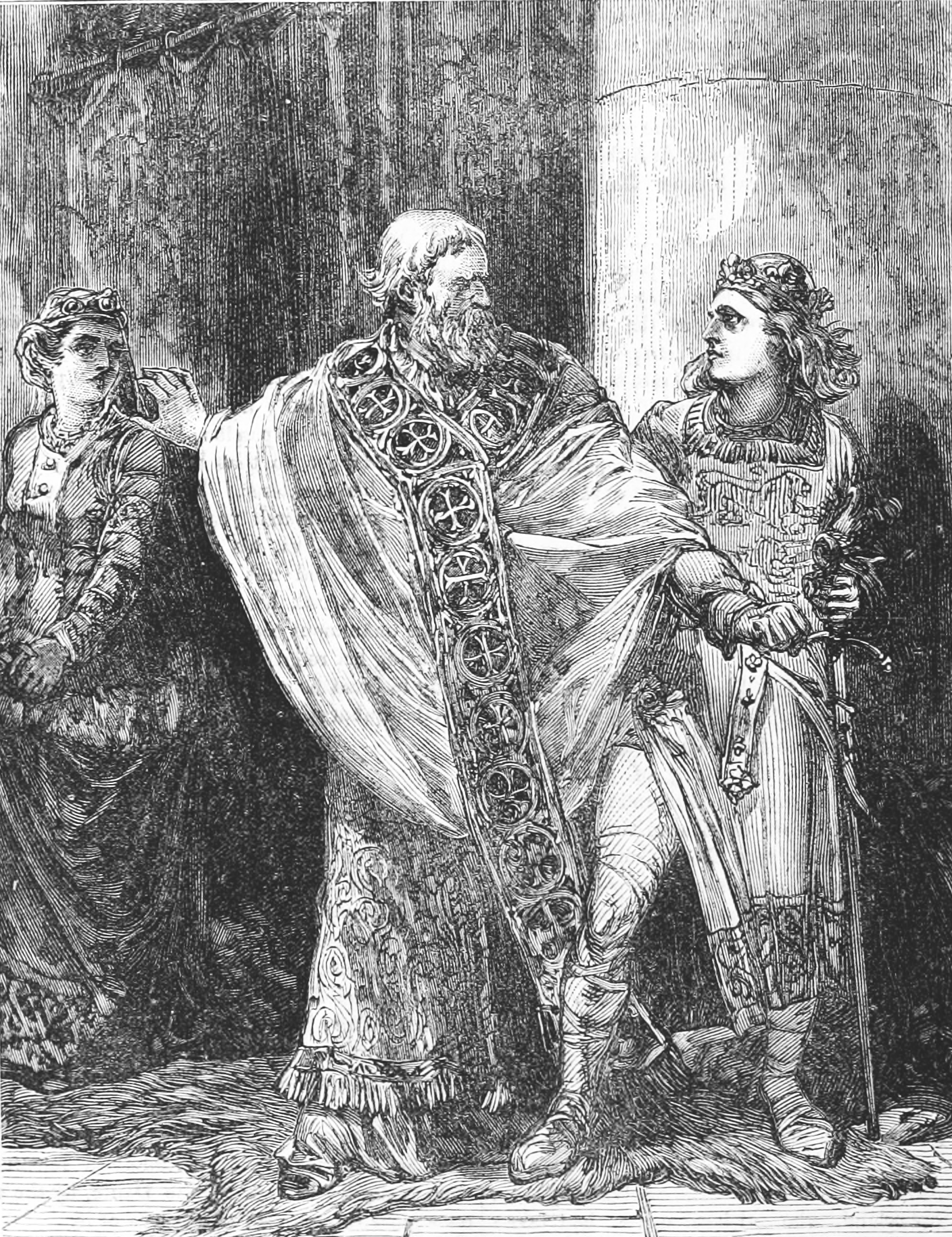
Dunstano arrastando Eduíno para longe de Elgifu, que depois se tornaria sua esposa. O evento obrigou Dunstano a fugir para a Europa.
Gravura da "Illustrated History of England", vol. 1, de Cassell.

Em 955, o rei Edredo morreu e a situação imediatamente mudou. Eduíno (Eadwig), o filho mais velho de Edmundo, ascendeu ao trono, mas era um jovem teimoso e inteiramente devotado aos nobres reacionários. De acordo com uma lenda, a disputa com Dunstano começou no dia da coroação de Eduíno, quando ele faltou a um encontro com os nobres. Quando Dunstano finalmente se encontrou com o jovem monarca, este estava cavalgando com uma nobre chamada Elgifu (Ælfgifu) e a mãe dela e se recusou a voltar com o bispo. Furioso, Dunstano arrastou Eduíno de volta e forçou-o a renunciar a garota chamando-a de "meretriz". Depois, percebendo que havia provocado a fúria do rei, Dunstano fugiu para a aparente segurança de seu claustro, mas Eduíno, incitado por Elgifu, com quem ele se casou, seguiu-o e saqueou o mosteiro.
Embora Dunstano tenha conseguido escapar, percebeu que sua vida corria perigo. Ele fugiu da Inglaterra e cruzou o canal em direção aos Flandres, onde se viu numa terra onde não falava a língua e não conhecia os costumes. O conde de Flandres, Arnulfo I, recebeu-o com grandes honras e o alojou na Abadia de Monte Blandin (Blandijnberg), perto de Gante. Este era um dos centros do renascimento beneditino na região e Dunstano conseguiu pela primeira vez praticar a estrita observância, um movimento iniciado na Abadia de Cluny no início do século. Seu exílio não foi por muito tempo, porém. Antes do fim de 957, mercianos e nortúmbrios se revoltaram contra Eduíno e o expulsaram, escolhendo seu irmão, Edgar, como rei do país ao norte do rio Tâmisa. A região sul permaneceu fiel a Eduíno. De imediato, os conselheiros de Edgar chamaram de volta Dunstano, que foi consagrado bispo pelo arcebispo, que, logo após a morte de Cenvaldo (Coenwald) no final de 957, nomeou-o para aquela sé.
No ano seguinte, a sé de Londres também ficou vaga e foi conferida a Dunstano, que acumulou as duas funções. Em outubro de 959, Eduíno morreu e Edgar foi imediatamente aceito como monarca em Wessex. Um dos atos finais do falecido rei havia sido nomear um sucessor para o arcebispo Oda, que havia morrido em 2 de junho de 958. Primeiro ele escolheu Elfsige (Ælfsige) de Winchester, mas ele morreu de frio atravessando os Alpes na viagem a Roma para buscar seu pálio. Em seguida, Eduíno nomeou Birtelmo (Byrhthelm), o bispo de Wells. Logo que assumiu, Edgar reverteu a decisão afirmando que Britelmo não estava conseguindo governar sua diocese de forma adequada e o cargo foi passado a Dunstano.

## Arcebispo de Cantuária (960–78)

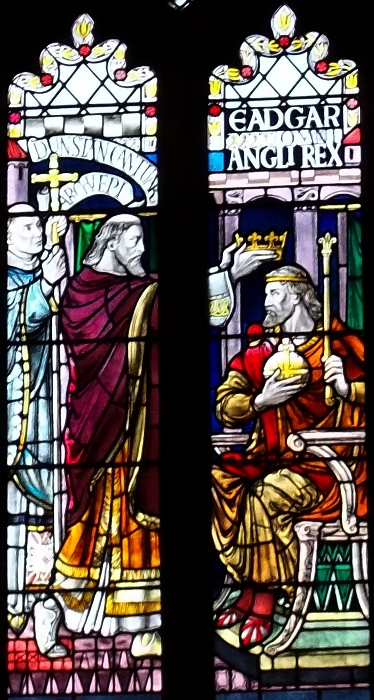
Dunstano coroando o rei Edgar da Inglaterra.
Vitral na Abadia de Bath.

Dunstano viajou para Roma em 960 e recebeu seu pálio do papa João XII. Durante a viagem, Dunstano foi tão caridoso em suas doações que não deixou praticamente nada para si e seus atendentes. Seu supervisor reclamou, mas Dunstano parece ter sugerido que eles deviam confiar em Jesus Cristo.
Na viagem de volta, Dunstano imediatamente recuperou seu posto como o virtual primeiro-ministro do reino. Por conselho seu, Elfstano (Aelfstan) foi nomeado para a Diocese de Londres e Osvaldo (Oswald) para a de Worcester. Em 963. Etelvoldo (Æthelwold), o abade de Abingdon, foi nomeado para a sé de Winchester. Com a ajuda deles e com o apoio incondicional do rei Edgar, Dunstano avançou rapidamente com suas reformas. Os monges em suas comunidades foram ensinados a viverem num espírito de auto-sacrifício e Dunstano fez cumprir ativamente a lei do celibato sempre que possível. Ele proibiu ainda a simonia — a venda de cargos eclesiásticos por dinheiro — e acabou com o costume de clérigos nomeando parentes para cargos em suas jurisdições (nepotismo). Mosteiros foram construídos e, em algumas grandes catedrais, monges substituíram os cônegos seculares; onde isso não aconteceu, também eles foram obrigados a viver de acordo com a regra beneditina. Os padres paroquiais foram compelidos a se qualificarem para suas funções; foram instados a ensinarem aos seus paroquianos não apenas as verdades da fé cristã, mas também profissões que os ajudassem a progredir. O estado também passou por reformas: a ordem foi mantida por todo o reino e lei era respeitada. Bandos treinados policiavam o norte e uma marinha protegia a costa dos raides viquingues. O nível de paz que permeava o reino não tinha paralelos na memória dos súditos do rei.
Em 973, habilidade de governo do estado de Dunstano atingiu o ápice quando ele oficiou a coroação do rei Edgar. A cerimônia foi realizada em Bath e planejada não como uma iniciação, mas como a culminação de seu reino (o que por si só deve ter envolvido um grande esforço diplomático prévio). O serviço religioso em si, criado por Dunstano e celebrado com um poema na "Crônica Anglo-Saxônica", é a base da moderna cerimônia de coroação britânica. Houve uma segunda coroação simbólica depois, um passo importante pois outros reis das ilhas Britânicas vieram oferecer alianças a Edgar em Chester. Seis reis, incluindo os da Escócia e de Strathclyde, declaram sua fé de que poderiam ser aliados do rei em terra e no mar.
Edgar morreu dois anos depois e foi sucedido por seu primogênito, Eduardo (II), "o Mártir". Porém, sua ascensão foi disputada por sua madrasta, Elfrida (Ælfthryth), que desejava ver no trono seu próprio filho, Etelredo (Æthelred). Por influência de Dunstano, Eduardo foi escolhido e coroado em Winchester. A morte de Edgar, porém, encorajou os nobres reacionários e de imediato houve um calculado ataque contra os monges, que eram os protagonistas da reforma. Por toda Mércia, eles foram perseguidos e pilhados de suas posses. A causa deles, porém, foi defendida pelo poderoso Etelvino (Aethelwine), o earldorman da Ânglia Oriental, o que colocou o reino em sério risco de uma guerra civil. Três encontros do Witan foram convocadas para resolver as disputas, em Kyrtlington, em Calne e em Amesbury. Na segunda ocasião, o piso do salão onde estava reunido o Witan cedeu e todos, exceto Dunstano, que se segurou numa viga, desabaram para a sala abaixo e muitos morreram.

## Anos finais (978–88)
Em março de 978, o rei Eduardo foi assassinado no Castelo de Corfe, provavelmente a mando de sua madrasta, e Etelredo, o Despreparado, tornou-se o rei. Sua coroação, realizada no primeiro domingo depois da Páscoa, 31 de dezembro de 978, foi o último evento de estado que Dunstano compareceu. Quando o jovem rei fez seu costumeiro juramento de governar bem, Dunstano falou-lhe diretamente na forma de um aviso solene. Criticou o ato violento pelo qual tornou-se rei e profetizou os infortúnios que logo afligiriam o reino, o que imediatamente acabou com toda influência que ele tinha na corte. Dunstano se retirou para Cantuária e passou a lecionar na escola catedrática.

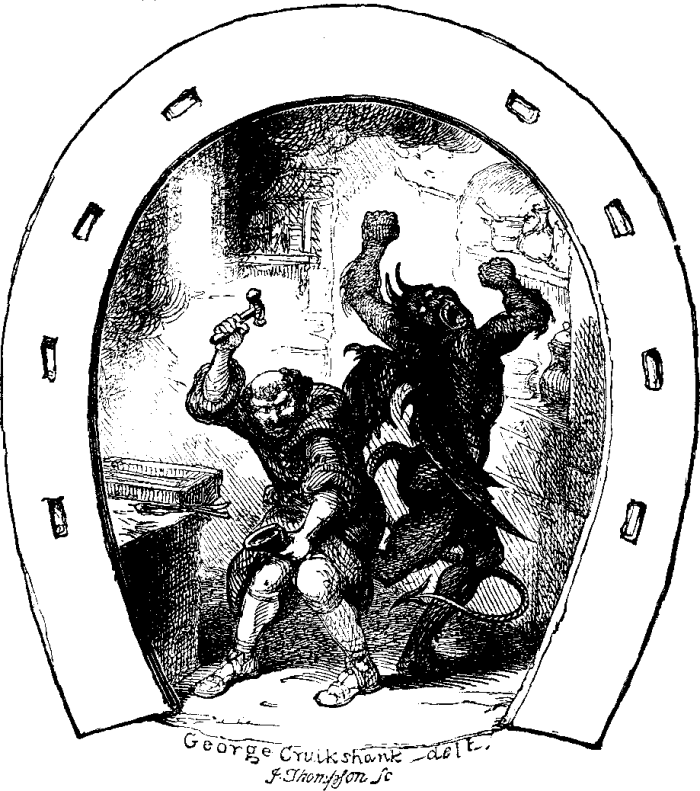
São Dunstano pregando uma ferradura no diabo, uma lenda popular na Idade Média.
Gravura na "The True Legend of St. Dunstan and the Devil".

Apenas mais três atos públicos dele são conhecidos. Em 980, Dunstano se juntou a Elfero da Mércia (Aelfere) na translação solene das relíquias do rei Eduardo II, que passou a ser conhecido como Santo Eduardo, o Mártir, de seu túmulo em Wareham para um santuário na Abadia de Shaftesbury. Em 984, depois de uma visão de Santo André, convenceu o rei Etelredo a nomear Alfege (Ælfheah) como bispo de Winchester sucedendo a Etelvoldo. Em 986, Dunstano induziu o rei, depois de doar-lhe 45 kg de prata, a encerrar a perseguição à sé de Rochester.
O retiro de Dunstano em Cantuária consistiu em longos períodos, de dia e de noite, recluso em oração solitária, além do comparecimento regular à missa e o cumprimento do ofício diário. Ele visitou os santuários de Santo Agostinho de Cantuária e Santo Etelberto de Kent (Æthelberht) e há relatos de visões de anjos que cantaram para ele cânticos celestes. Dunstano trabalhou muito para melhorar o bem estar temporal e espiritual de seu povo, construir e reformar igrejas, fundar escolas, julgar disputas, defender as viúvas e órfãos, promover a paz e fazer cumprir o respeito pela pureza. Neste período, Dunstano praticou suas habilidades artísticas, fabricando sinos e órgãos e corrigindo livros da biblioteca da catedral. Encorajou e protegeu estudiosos europeus que vinham à Inglaterra e lecionou na escola da catedral. Na vigília da dia da Ascensão de 988, relata-se que ele teria visto anjos que o avisaram que morreria em três dias. No dia da festa, Dunstano rezou a missa e pregou três vezes para o povo: na liturgia da Palavra, na benção e depois do "Agnus Dei". Neste último, anunciou sua morte iminente e despediu-se desejando o bem da congregação. Naquela tarde, escolheu o lugar de seu túmulo e foi dormir. Suas forças rapidamente se esvaíram e na manhã de sábado, 19 de maio, fez reunir o clero. A missa foi celebrada em sua presença, recebeu a Extrema Unção e o viático e morreu. Suas últimas palavras foram, segundo os relatos, "Ele criou um memorial de suas maravilhosas obras, sendo um Senhor misericordioso e gracioso: Ele deu alimento aos que O temem".
O povo inglês o aceitou como santo logo em seguida. Dunstano foi formalmente canonizado em 1029 e, no Sínodo de Winchester do mesmo ano, a festa de São Dunstano tornou-se de observância solene obrigatória por todo o Reino da Inglaterra.

## Legado
Dunstano foi o santo favorito do povo inglês até que São Tomás Becket o superou séculos depois. Seu túmulo estava localizado na Catedral de Cantuária, mas quando o edifício todo foi destruído pelo fogo em 1074, suas relíquias foram transladas pelo arcebispo Lanfranco para um novo túmulo ao sul do altar-mor da reconstruída catedral.
Os monges de Glastonbury reivindicavam que, durante o saque de Cantuária pelos danos em 1012, o corpo de Dunstano teria sido levado para a segurança da abadia. Esta história foi provada falsa pelo arcebispo Guilherme Warham, que abriu o túmulo em Cantuária em 1508 e encontrou nele as relíquias de Dunstano intactas. Porém, ainda no mesmo século, todo o santuário foi destruído durante a Reforma Inglesa.
Uma história muito popular na Idade Média relata como São Dunstano pregou uma ferradura no casco do diabo quando foi-lhe solicitado que trocasse as ferraduras do cavalo dele. A dor foi enorme e Dunstano só concordou em retirar a ferradura e soltar o diabo depois que ele prometeu nunca mais entrar numa casa onde houvesse uma ferradura acima da porta. É desta lenda que surgiu o talismã da ferradura da sorte.
Dunstano é o padroeiro dos ourives (de prata e ouro), pois trabalhou como ferreiro, pintor e joalheiro. Sua festa é celebrada em 19 de maio.